# Собош
Собош (словац. Soboš) — село в Словаччині, Свидницькому окрузі Пряшівського краю. Розташоване в північно-східній частині Словаччини в південній частині Низьких Бескидів.
Уперше згадується у 1414 році.

## Пам'ятки
У селі є греко-католицька церква святих Кузьми та Дем'яна збудована в 1800 році в стилі бароко. З 1963 року національна культурна пам'ятка. 
Крім неї є також православна церква святих Кузьми та Дем'яна з 20 століття у візінтійському стилі.

## Населення
| Рік:            | 1994. | 2004.   | 2014.   | 2024.   |
| --------------- | ----- | ------- | ------- | ------- |
| Кількість осіб: | 144   | 132     | 140     | 141     |
| Різниця:        |       | -8,33 % | +6,06 % | +0,71 % |

| Рік:            | 2023. | 2024.   |
| --------------- | ----- | ------- |
| Кількість осіб: | 138   | 141     |
| Різниця:        |       | +2,17 % |

В селі проживає 151 осіб.
Національний склад населення (за даними останнього перепису населення — 2001 року):
- словаки — 86,82%
- русини — 10,85%
- українці — 1,55%

Склад населення за приналежністю до релігії станом на 2001 рік:
- православні — 56,59%,
- греко-католики — 27,13%,
- римо-католики — 10,85%,
- не вважають себе віруючими або не належать до жодної вищезгаданої церкви- 0,78%